# Apanthura isotoma
Apanthura isotoma är en kräftdjursart som beskrevs av Gary C.B. Poore och Lew Ton 1985. Apanthura isotoma ingår i släktet Apanthura och familjen Anthuridae. Inga underarter finns listade i Catalogue of Life.